# Sotto 'e stelle
Sotto 'e stelle è il nono album del cantante napoletano Nino D'Angelo pubblicato nel 1983.

## Il disco
Include 10 brani. Il lavoro discografico è prodotto dalla Discoring 2000 di Milano. A questo disco hanno collaborato: Antonio Casaburi, Gennaro Bevilacqua, Renato Fiore e Nino D'Angelo. Apre il disco "Sotto 'e stelle" presentata alla trasmissione televisiva Discoring della Rai. Le canzoni sono bene arrangiate e molte di queste saranno inseriti nei futuri films dello stesso D'Angelo. Gli arrangiamenti furono scritti e diretti dal Maestro Franco Chiaravalle.

## Tracce
1. Sotto 'e stelle (N.D'Angelo)
2. 'Ncopp 'o lietto (A.Casaburi/G.Bevilacqua/N.D'Angelo)
3. 'Na muntagna 'e Poesie(A.Casaburi/G.Bevilacqua/N.D'Angelo)
4. Pe' te conquistà(A.Casaburi/G.Bevilacqua/N.D'Angelo)
5. Nuie(N.D'Angelo)
6. T'amo (A.Casaburi/N.D'Angelo)
7. Aggio scigliuto a tte (N.D'Angelo/A.Casaburi/N.D'Angelo)
8. Compagna di Viaggio (A.Casaburi/G.Bevilacqua/N.D'Angelo)
9. L'Anniversario (N.D'Angelo/F.De Paolis/N.D'Angelo)
10. Amici come prima (R.Fiore/N.D'Angelo)

## Formazione
- Nino D'Angelo - voce
- Gigi Cappellotto - basso
- Andy Surdi - batteria
- Ernesto Massimo Verardi - chitarra
- Gianni Farè - tastiera
- William Marino - sintetizzatore
- Claudio Pascoli - sassofono tenore, sax alto
- Lella Esposito - cori